# Hyperaspidius marginatus
Hyperaspidius marginatus är en skalbaggsart som först beskrevs av Gaines 1933.  Hyperaspidius marginatus ingår i släktet Hyperaspidius och familjen nyckelpigor. Inga underarter finns listade i Catalogue of Life.